# Sitsch-2

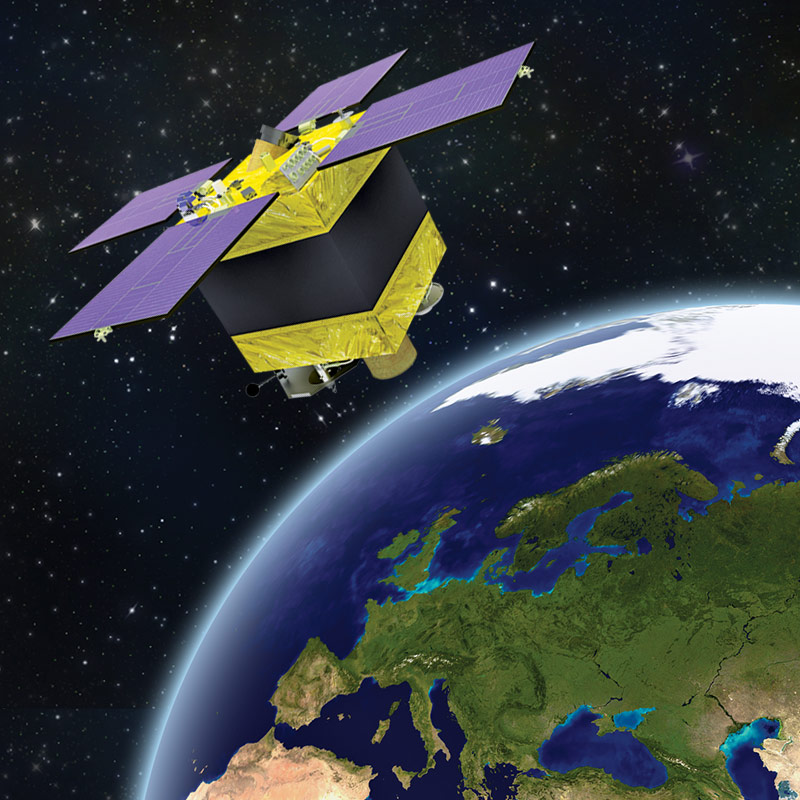
Darstellung von Sitsch-2 über der Erde kreisend

Sitsch-2 (ukrainisch Січ-2; englisch Sich-2) ist ein Erdbeobachtungssatellit der Ukraine.
Er wurde am 17. August 2011 um 7:12 UTC mit einer Dnepr-Rakete zusammen mit NigeriaSat-2, NigeriaSat-X, RASAT und EduSAT vom Kosmodrom Jasny aus in eine erdnahe Umlaufbahn gebracht.
Sitsch-2 ist der dritte Satellit von ukrainischen Satelliten namens Sitsch. Die erste Satellit Sitsch-1 wurde im August 1995 von einer Zyklon-3-Rakete in eine Erdumlaufbahn gebracht. Er basierte auf dem ehemaligen sowjetischen Okean-1-Fernerkundungssatelliten und war der erste ukrainische Satellit der seit dem Zusammenbruch der Sowjetunion gestartet wurde. Der erste chilenische Satellit FASAT-Alfa sollte von Sitsch-1 Huckepack transportiert werden, wobei die Trennung versagte. Der zweite Satellit Sitsch-1M wurde am 24. Dezember 2004 mit einer Zyklon-3-Rakete gestartet, gelangte jedoch durch einen Fehler der Oberstufe der Rakete in eine zu niedrigere Umlaufbahn, konnte jedoch bis zum 15. April 2006 und damit weniger als 16 Monate der geplanten drei Jahre betrieben werden.
Der dreiachsenstabilisierte Satellit ist mit Kameras im optischen (0,51 – 0,9 µm) und Infrarotbereich (1,51 – 1,70 µm) ausgerüstet und soll Bilder für die Agrar- und Bauplanung, Kartierung und Überwachung von Naturkatastrophen liefern. Die Schwadbreite der Kameras beträgt 46 km im optischen und 55 km im infraroten Bereich. Die Auflösung beträgt etwa 8 m im optischen und 46 m im infraroten Bereich. Die Übertragung der Bilder zur Bodenstation erfolgt im X-Band, während die Steuerung des Satelliten über das S-Band erfolgt. Für die Stabilisierung ist der Satellit mit GPS-Empfängern, Magnettorquern und einem Sternsensor ausgerüstet. Er wurde auf Basis des MS-2-8-Satellitenbus für Mikrosatelliten des Jushnoje Design Bureau gebaut und besitzt eine geplante Lebensdauer von fünf Jahren.